# S.Oliver
s.Oliver — німецьке текстильне підприємство моди, з головним офісом у місті Роттендорф, Баварія. Компанія виробляє текстиль, взуття, ювелірні вироби, аксесуари, парфуми та окуляри.
Підприємство було засноване Берндом Фраєром у 1969 р. в місті Вюрцбурґ у вигляді бутіка, котрий мав назву Sir Oliver. У 1975 р. були відкриті перші спеціалізовані магазини під маркою s.Oliver. 1987-го року фірма придбала виробника джинсового одягу Chicago, після ребрендингу якого випустила на ринок марку Knockout.
Перший роздрібний магазин за межами Німеччини було відкрито 1998-го року у Австрії. Протягом наступних років збут підприємства поповнюється аксесуарами. Успішно проходить експансія в інші країни, такі як Саудівська Аравія, Чехія і Польща. 2001-го року було перейнято марку comma. 2003 р. — вихід s.Oliver & comma на ринок Китаю. У 2006—2008 рр. компанія відкриває філіали у Італії, Казахстані, Франції, Індії та Латвії.
У 2006 р. прибуток підприємства з 2.750 співробітниками склав близько 904 млн. євро. Загалом s.Oliver представлений 65-ма власними магазинами, 324-ма — спільними з партнерами та 1.577-ма — у вигляді «магазину в магазині».